# Liry
Liry település Franciaországban, Ardennes megyében. Lakosainak száma 89 fő (2022. január 1.). Liry Aure, Marvaux-Vieux, Monthois, Mont-Saint-Martin, Saint-Morel és Semide községekkel határos.

## Népesség
A település népességének változása:
| Lakosok száma | 145  | 119  | 106  | 105  | 102  | 96   | 88   | 86   | 84   | 89   |
|               | 1968 | 1982 | 1990 | 2006 | 2013 | 2015 | 2017 | 2019 | 2020 | 2022 |